# Templo do Povo
Templo do Povo dos Discípulos de Cristo (em inglês:  The Peoples Temple of the Disciples of Christ), comumente abreviado para Templo do Povo (em inglês:  Peoples Temple), foi um novo movimento religioso de inspiração socialista fundado em 1955 por Jim Jones, em Indianápolis, Indiana, Estados Unidos. Jones usou a igreja para espalhar uma mensagem que combinava elementos do cristianismo com a política socialista, com ênfase na igualdade racial. O grupo mudou sua sede para São Francisco, Califórnia, na década de 1970 e estabeleceu vários locais de culto em todo o estado. No seu auge, o Templo ostentava 20 mil membros e conexões com figuras políticas da esquerda estadunidense.

Logo

O Templo do Povo é mais conhecido pelos eventos de 18 de novembro de 1978, na Guiana, quando 918 pessoas morreram em um suicídio/assassinato em massa em sua comuna remota, informalmente chamada de "Jonestown", bem como pelos assassinatos do congressista Leo Ryan e de membros de sua delegação na cidade vizinha de Porto Kaituma. O suicídio em massa e as matanças em Jonestown resultaram na maior perda única de vida civis estadunidenses em um ato deliberado até o 11 de setembro de 2001.